# バーバラ・バック
バーバラ・バック（Barbara Bach、1947年8月27日 - ）は、アメリカ合衆国の女優。

## 来歴
ニューヨーク、クイーンズに東欧から移民したユダヤ系の父とアイルランド系の母との間の子として生まれた。モデルとして活躍した後、イタリア人実業家のアウグスト・グレゴリーニと結婚。イタリアで二子をもうける（うち一人は、歌手で同性愛者であることを公表している、フランチェスカ・グレゴリーニである）。イタリア映画などに出演した後、離婚してアメリカへ帰国。1977年公開の「007 私を愛したスパイ」でボンドガールとなり、注目を集める。その後、「おかしなおかしな石器人」（1981）で共演した、元ビートルズのリンゴ・スターと結婚し、現在に至っている。

## 主な出演作品
- タランチュラ　La Tarantola dal Ventre Nero （1970）
- 水の中の小さな太陽　Un Peu de Soleil dans l'Eau Froide （1971）
- 復讐の銃弾 Il cittadino si ribella （1974）
- 007 私を愛したスパイ　The Spy Who Loved Me （1977）
- パニック・アリゲーター/悪魔の棲む沼　IL Fiume Del Grande Caimano （1978）
- ナバロンの嵐　Force 10 from Navarone （1978）
- ドクター・モリスの島/フィッシュマン　Isola degli Uomini Pesce （1979）
- ジャガーNO.1　Jaguar Lives! （1979）
- 恐怖のいけにえ/呪われた近親相姦の館　The Unseen （1980）
- おかしなおかしな石器人　Caveman （1981）
- ヤア!ブロード・ストリート　Give My Regards to Broad Street （1984）